# John B. Jackson

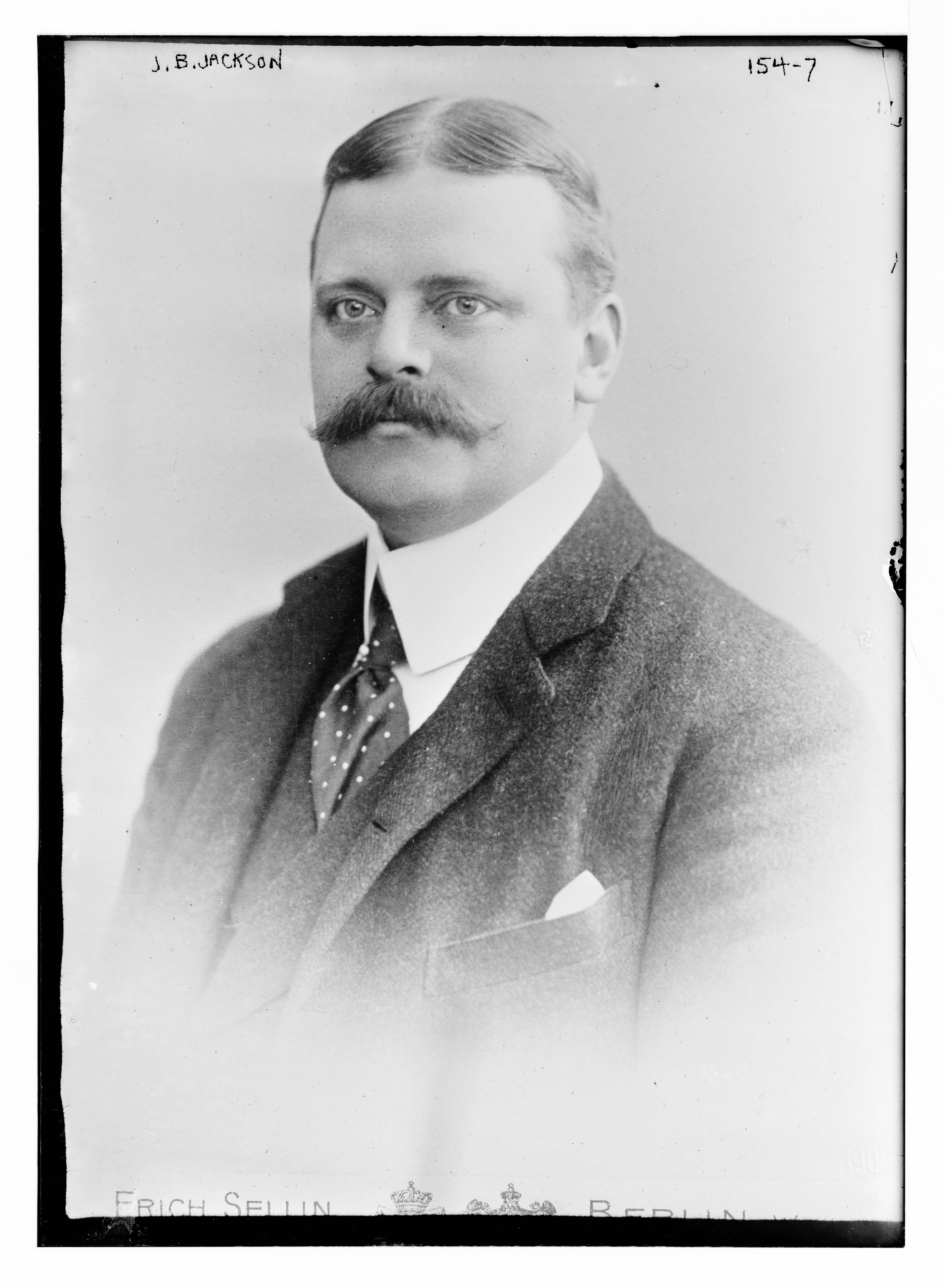
John B. Jackson

John Brinkerhoff Jackson (* 19. August 1862 in Newark, New Jersey; † 20. Dezember 1920 in Montreux, Kanton Waadt, Schweiz) war ein US-amerikanischer Rechtsanwalt und Diplomat, der zwischen 1902 und 1913 Gesandter in zahlreichen Ländern war.

## Leben
John Brinkerhoff Jackson, zweitältestes von acht Kindern von Frederick Wolcott Jackson (1833–1904) und dessen Ehefrau Nannie Nye Jackson (1835–1905), absolvierte nach dem Schulbesuch eine Ausbildung zum Seeoffizier der US Navy an der US Naval Academy in Annapolis. Nach einem Studium der Rechtswissenschaft erhielt er die anwaltliche Zulassung und trat später als Foreign Service Officer in den diplomatischen Dienst des Außenministeriums ein. Nachdem er mehrere Jahre als Legationssekretär an der Botschaft im Deutschen Kaiserreich tätig gewesen war, wurde er am 13. Oktober 1902 zum Gesandten in Chile ernannt, lehnte diese Ernennung jedoch ab. 
Stattdessen wurde Jackson ebenfalls am 13. Oktober 1902 zum Gesandten der Vereinigten Staaten im Königreich Griechenland ernannt und überreichte dort am 24. Dezember 1902 seine Akkreditierung als Nachfolger von Charles S. Francis. Er verblieb auf diesem Posten bis zum 18. Oktober 1907, woraufhin Richmond Pearson ihn ablöste. Als Gesandter in Griechenland wurde er am 13. Oktober 1902 auch zum Gesandten im Königreich Rumänien mit Amtssitz in Athen ernannt. Er überreichte dort am 7. April 1903 als Nachfolger von Charles S. Francis sein Beglaubigungsschreiben und hatte dieses Amt bis zum 25. Juli 1905 inne, woraufhin John W. Riddle seine dortige Nachfolge antrat. Daneben wurde er am 5. Juli 1903 mit Amtssitz in Athen auch zum Gesandten im Königreich Serbien berufen, wo er nach seiner erneuerten Ernennung am 16. November 1903 ebenfalls als Nachfolger von Charles S. Francis am 9. Mai 1904 seine Akkreditierung übergab. Diese Position übte er bis zum 13. Juli 1905 aus und wurde daraufhin abermals von John W. Riddle abgelöst. Außerdem erfolgte am 5. Juni 1903 mit Amtssitz in Athen auch seine Berufung zum Diplomatischen Agenten im Fürstentum Bulgarien, wo er am 19. September 1903 als Nachfolger von Charles M. Dickinson seine Akkreditierung übergab. Dieses Amt bekleidete er bis zu seiner Abberufung am 4. Juni 1907 und wurde daraufhin von Horace G. Knowles abgelöst. Schließlich wurde er am 8. März 1905 mit Amtssitz in Athen auch noch zum ersten Gesandten im Fürstentum Montenegro ernannt und überreichte dort am 30. Oktober 1905 sein Beglaubigungsschreiben. Auch dieses Amt bekleidete er bis zum 27. Oktober 1907 und seiner anschließenden Ablösung durch den Gesandten im Königreich Griechenland, Richmond Pearson.

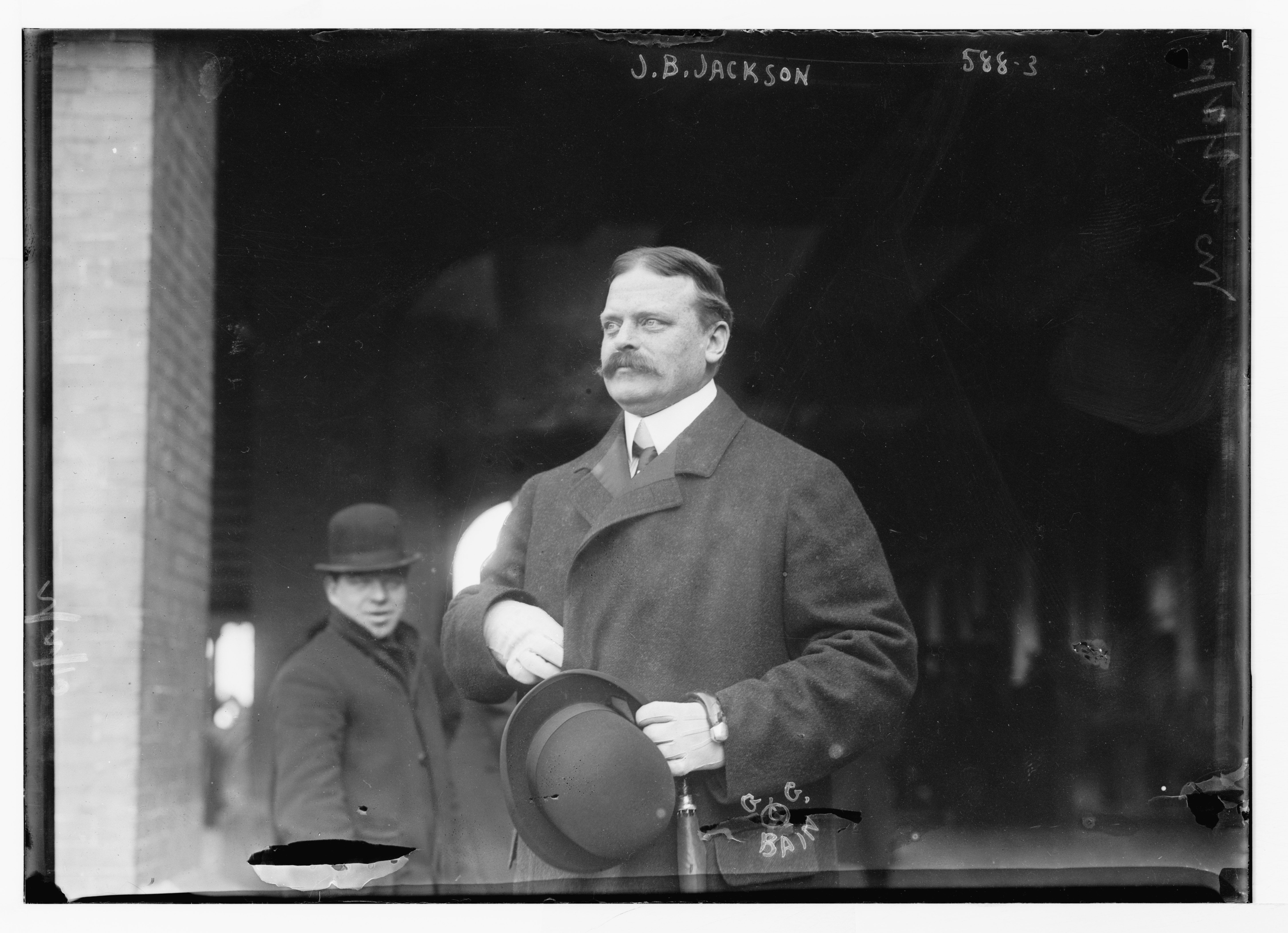
John B. Jackson

Bereits am 1. Juli 1907 wurde John B. Jackson zum Gesandten in Persien berufen, wo er wiederum als Nachfolger von Richmond Pearson am 12. Dezember 1907 nach entsprechender Bestätigung durch den US-Senat seine Akkreditierung übergab. Er bekleidete diese Funktion bis zum 3. Juli 1909 und wurde im Anschluss von Charles W. Russell abgelöst. Daraufhin erfolgte am 21. Dezember 1909 seine Ernennung zum Gesandten in Kuba, wo er am 22. März 1910 in der Nachfolge von Edwin Vernon Morgan sein Beglaubigungsschreiben überreichte. Auf diesem diplomatischen Posten blieb er bis zu seiner Abberufung am 27. Oktober 1911, woraufhin Arthur M. Beaupre ihn ablöste.
Jackson wurde am 12. August 1911 abermals zum Gesandten im Königreich Rumänien ernannt und übergab hier am 24. Dezember 1911 als Nachfolger von John R. Carter seine Akkreditierung. Dieses Amt hatte er bis zu seiner Abberufung am 28. Dezember 1913 und wurde im Anschluss von Charles J. Vopicka abgelöst. Gleichzeitig wurde er am 12. August 1911 auch zum Gesandten im Königreich Serbien mit Amtssitz in Bukarest ernannt und bekleidete auch diese Position nach der Überreichung seines Beglaubigungsschreibens am 16. Januar 1912 bis zu seiner Abberufung am 15. Oktober 1913. Schließlich wurde er am 12. August 1911 mit Amtssitz in Bukarest auch zum Gesandten im Königreich Bulgarien berufen und verblieb in dieser Verwendung nach Übergabe seiner Akkreditierung am 1. Februar 1912 bis zur Vorlage seiner Abberufung am 18. Oktober 1913.
Aus seiner am 26. April 1886 geschlossenen Ehe mit Florence Adelaide Baird Jackson (1861–1936) ging die Tochter Florence Baird Jackson hervor, die 1887 kurz nach ihrer Geburt verstarb. Nach seinem Tod aufgrund einer Herzinsuffizienz im Hotel Palace in Montreux wurde er nach seiner Überführung auf dem Laurel Hill Cemetery in Philadelphia beigesetzt.